# Денсбюрен
Денсбюрен (нім. Densbüren) — громада  в Швейцарії в кантоні Ааргау, округ Аарау.

## Географія
Громада розташована на відстані близько 75 км на північний схід від Берна, 7 км на північ від Аарау.
Денсбюрен має площу 12,5 км², з яких на 4,7% дозволяється будівництво (житлове та будівництво доріг), 40,5% використовуються в сільськогосподарських цілях, 54,6% зайнято лісами, 0,2% не є продуктивними (річки, льодовики або гори).

## Демографія
2019 року в громаді мешкало 721 особа (+1,4% порівняно з 2010 роком), іноземців було 10,1%. Густота населення становила 58 осіб/км².
За віковим діапазоном населення розподілялося таким чином: 16,1% — особи молодші 20 років, 62,8% — особи у віці 20—64 років, 21,1% — особи у віці 65 років та старші. Було 310 помешкань (у середньому 2,3 особи в помешканні).
Із загальної кількості 380 працюючих 70 було зайнятих в первинному секторі, 116 — в обробній промисловості, 194 — в галузі послуг.